# Peter Heldt

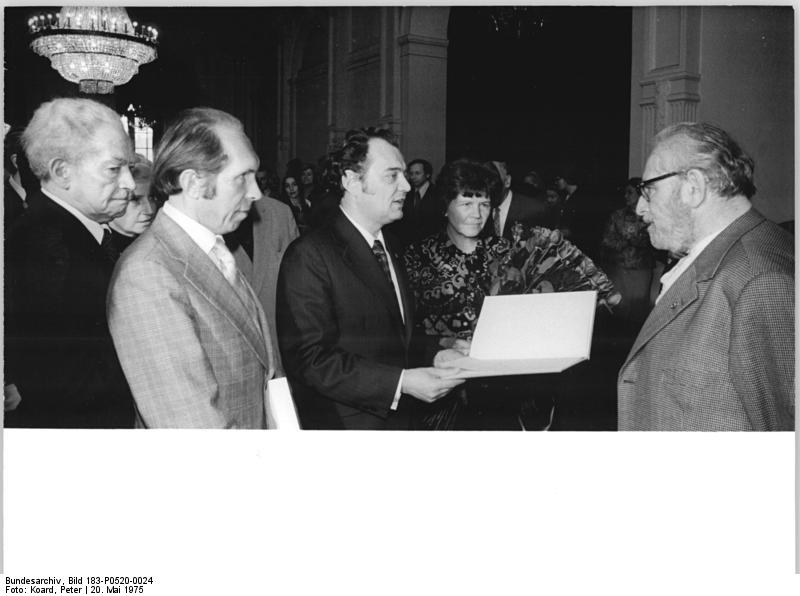
Peter Heldt (l.m.) gratuliert am 20. Mai 1975 dem Regisseur Wolfgang Heinz zum 75. Geburtstag

Peter Heldt (* 8. November 1933 in Leipzig; † 8. Mai 1991 ebenda) war ein deutscher Hochschullehrer und Funktionär der Sozialistischen Einheitspartei Deutschlands (SED) in der Deutschen Demokratischen Republik (DDR). Er war von 1973 bis 1976 Leiter der Abteilung Kultur im Zentralkomitee der SED.

## Leben
Heldt, Sohn eines Arbeiters, legte das Abitur ab und studierte von 1953 bis 1956 Wirtschaftswissenschaften an der damaligen Hochschule für Binnenhandel in Leipzig. 1949 trat er in die Freie Deutsche Jugend (FDJ) und 1954 in die SED ein. Nach dem Abschluss seines Studiums wurde Heldt wissenschaftlicher Assistent, später Oberassistent und wurde 1962 promoviert.
1963 wechselte Heldt als Oberassistent an die Universität Leipzig. 1966 wurde er stellvertretender Sekretär und 1967 Erster Sekretär der SED an der Universität Leipzig. 1970 war er kurzzeitig Prorektor, wechselte aber dann als hauptamtlicher Parteisekretär für Wissenschaft, Volksbildung und Kultur zur Bezirksleitung der SED in Leipzig und 1973 als Leiter der Abteilung Kultur zum Zentralkomitee der SED in Ost-Berlin. Hier war er Nachfolger von Hans-Joachim Hoffmann.
1976 wurde Heldt an der Universität Leipzig habilitiert und erhielt einen Lehrauftrag für Wirtschaftsgeschichte. Von 1982 bis 1990 war er zusätzlich Vorsitzender des Bezirksvorstands Leipzig des Kulturbunds der DDR. In dieser Funktion gehörte er zu den Mitveranstaltern der 1. Leipziger Volksbaukonferenz im Januar 1990.
Sein Nachlass befindet sich im sächsischen Landesarchiv.

## Ehrungen
- 1974 Banner der Arbeit Stufe 1 (DDR)